# هاري ريف
هاري ريف (بالإنجليزية: Harry Reeve)‏ مواليد 07 يناير 1893 في لندن، إنجلترا - الوفاة 10 ديسمبر 1958، كان ملاكم محترف بريطاني صنّف ضمن فئة الوزن المتوسط.

## إحصائيات
خاض خلال مسيرته 150 نزالا، فاز في 79 وتعادل في 20 وخسر في 50. فاز بالضربة القاضية في 23 نزالا.

## روابط خارجية
- هاري ريف على موقع بوكس ريك (الإنجليزية) (registration required)